# Aglaophenia brachiata
Aglaophenia brachiata is een hydroïdpoliep uit de familie Aglaopheniidae. De poliep komt uit het geslacht Aglaophenia. Aglaophenia brachiata werd in 1816 voor het eerst wetenschappelijk beschreven door Lamarck. 